# Acis rosea
Acis rosea là một loài thực vật có hoa trong họ Amaryllidaceae. Loài này được (F.Martin bis) Sweet mô tả khoa học đầu tiên năm 1829.